# Russische Garde
Als Russische Garde (russisch Российская гвардия oder гвардейские части) werden Eliteeinheiten des Russischen Reiches und der Russischen Föderation bezeichnet.
Diese Einheiten sind von der Kremlgarde, der Roten Garde, den Weißen Garden sowie der Sowjetischen Garde zu unterscheiden.

## Die Gardeeinheiten im Zarenreich
Zar Peter I. schuf im Jahre 1690 die Kaiserliche Garde, die zunächst als Leibgarde seinen persönlichen Schutz gewährleisten sollte.
Im 18. Jahrhundert bestand die russische Garde-Infanterie aus den drei Regimentern Preobraschenski, Semenowski und Ismailowski. Die Regimenter Preobraschenski und Semjonowski wurden aus den Kinder-Regimentern Peters I., den sogenannten Potjeschni, gebildet. Die Namen gehen auf die Dörfer zurück, in denen sie aufgestellt worden waren. Unter Zarin Katharina I. wurden Ukrainer, Esten und Kurländer rekrutiert, um das Regiment Ismailowski auszuheben. Aus ehemaligen Grenadieren des Regiments Preobraschenski wurde dann 1742 die Leibkompanie gegründet.
Kavallerie der Garde gab es zunächst nur als Ehreneskorte, die die Zarin Katharina I. bei ihrer Krönung 1724 begleiteten. Die Chevalier-Garde sollte jedoch in den Folgejahren nicht durchgängig bestehen. Erst Katharina II. begründete 1762 wieder ein Kavallerie-Corps der Garde. Die Leibhusaren der Garde überstanden 1788 die Auflösung der Husarenregimenter. Unter Paul I. wurde das Kavallerie-Corps der Garde dann wieder aufgelöst, entstand 1799 aber erneut.
Zar Peter III. stellte 1762 ein Artillerie-Bataillon der Leibgarde auf. Es wurde jedoch im gleichen Jahr von Katharina II. wieder aufgelöst, um die Kompanie Bombardiere des Regiments Preobraschenski sowie die Artillerie-Einheiten der Regimenter Semenowski und Ismailowski unabhängig zu machen. Paul I. fasste die drei Einheiten 1796 erneut zum Bataillon der Leibgarde zusammen.
Bis 1917 wuchs die Garde der Zaren auf 13 Infanterie-, 4 Schützen- und 14 Kavallerieregimenter sowie weitere Unterstützungseinheiten an. Diese Einheiten wurden wie die reguläre Armee eingesetzt.

## Die Garden in der Sowjetzeit
Nach der Oktoberrevolution wurden alle Garde- und Eliteeinheiten von der neuen Sowjetregierung aufgelöst. In der neugegründeten Roten Armee gab es keine Garden. Teile der bisherigen kaiserlichen Gardeeinheiten schlossen sich der Weißen Armee an und wurden im Bürgerkrieg besiegt.
Stalin führte zu Beginn der deutschen Invasion in der Roten Armee die Bezeichnung Garde wieder ein. Die Bezeichnung Gardeeinheit wurde mit dem Befehl Nr. 308 des Volkskommissars für Verteidigung am 18. September 1941 für Einheiten eingeführt, die im Kampf gegen die Wehrmacht besondere Leistungen erbracht hatten. Dies sollte die Soldaten der Sowjetarmee besonders motivieren. Einheiten aller Waffengattungen (Armee, Luftwaffe, Marine), die sich im Kampf besonders auszeichneten, wurden in den Rang einer Sowjetischen Gardeeinheit erhoben. Während zu Beginn des Krieges nur Divisionen zu Garde-Einheiten ernannt wurden, existieren zum Ende des Zweiten Weltkriegs mehrere Armeen mit dem Status der Eliteeinheiten.
Während des Kalten Krieges wurden keine weiteren Gardeeinheiten ernannt. Die bestehenden Armee-Gardeeinheiten bildeten jedoch unter anderem einen Großteil der "Gruppe der Sowjetischen Streitkräfte in Deutschland" (GSTD), welche im Falle einer Konfrontation mit der NATO die Aufgabe eines Angriffs auf die Bundesrepublik Deutschland hätte.

## Die Gardeeinheiten der Russischen Föderation
Nach 1991 behielten diese Einheiten in der Russischen Föderation ihren Garde-Status, wurden aber nun zu Russischen Gardeeinheiten. Ein großer Teil dieser Einheiten wurde aus Geldmangel aufgelöst, so dass heute nur noch wenige Einheiten mit dieser Auszeichnung bestehen. Mit dem Ukas Nr. 32 des russischen Präsidenten Putin vom 22. Dezember 2000 (Über die Einrichtung des Tages der Russischen Garde/ Об установлении Дня российской гвардии) wurde anlässlich des 300-jährigen Bestehens der Garde der 2. September als Gedenktag festgelegt.